# Роттен, Рэйчел
Рэйчел Роттен (англ. Rachel Rotten; родилась 8 октября 1983 года в Сан-Франциско, Калифорния) — американская порноактриса.

## Биография
Карьера Роттен началась, когда она вместе со своим парнем Робом Роттеном отсылали свои фотографии к различным агентствам, специализирующимся на фильмах для взрослых. Во всех порно сценах она снималась исключительно со своим парнем. В своей первой лесбийской сцене она снялась с Дженной Джеймсон в фильме «Дьявол внутри Мисс Джонс» (Vivid, 2005). В 2004 году Рэйчел была номинирована в AVN Awards на Best New Starlet (Лучшая новая звезда).
На AVN Awards 2006 фильм «Devil in Miss Jones» номинировался на
- Best Art Direction (Лучшая художественная постановка),
- Best Cinematography (Лучшая съёмка),
- Best Editing (Лучшее редактирование),
- Best Screenplay (Лучший сценарий),
- Best Director (Лучший режиссёр),
- Best Actress (Лучшая актриса),
- Best Film (Лучший фильм),
- Best Supporting Actress (Лучшая актриса второго плана)
- Best All-Girl Sex Scene (Лучшее лесбийское порно)

Роттен не получила ни одной награды.
В 2004 году Рэйчел снялась в малобюджетном фильме ужасов «Джек-молот», в котором она появилась в образе панка, который прославил её до этого в порноиндустрии.
С 2002 по 2005 годы Рэйчел снялась в 32 фильмах. В настоящее время она и её муж Роб Роттен не снимаются в порно.

## Цитата
AVN onlineВы сексуальный панк. Это образ придуманный специально для того, чтобы потрясти зрителей, или это реальная Рэйчел Роттен?
Рэйчел РоттенЭто я. Я была участницей панк-сцены довольно долгое время. Это не был специально придуманный образ, это я.
— Meyer, Frank (1 May 2004). "The AVN Online Interview: Rachel Rotten"  (англ.)

## Пирсинг
У Рэйчел есть пирсинг на пупке и на обоих сосках.

## Избранная фильмография
- Hustler Taboo #2 (2004, Hustler)
- Devon: Erotique (2005, Digital Playground)
- Little Runaway (2005, Maximum Xposure)
- «Дьявол внутри Мисс Джонс» (2005, Vivid Entertainment)[3]

## Премии и номинации
- 2004 AVN Award nominee – Best New Starlet[4]
- 2005 AVN Award nominee – Best Couples Sex Scene, Film – Dollhouse[5]
- 2005 AVN Award nominee – Best Supporting Actress, Video – Café Flesh 3[5]
- 2006 AVN Award nominee – Best Group Sex Scene, Film – The Devil in Miss Jones[6]